# Il ritorno dello sciacallo
Il ritorno dello sciacallo (The Bourne Ultimatum) è il terzo romanzo di Robert Ludlum, della serie di Jason Bourne.

## Trama
David Webb, alias Jason Bourne, ha deciso di chiudere I conti con il terrorista Carlos lo Sciacallo; questi, che ancora desidera ucciderlo, sta invecchiando e perde vigore e fama, quindi prende una decisione: prima di morire, compirà ancora due missioni. La prima è uccidere Bourne. La seconda è distruggere un edificio del KGB, la sede per gli addestramenti a Novgorod; qui Carlos venne addestrato, e poi scacciato per essere un pazzo pericoloso per i suoi stessi mandanti.
Carlos recluta un gruppo di vecchi criminali di professione, tutti suoi ammiratori, e li ribattezza “i vecchi di Parigi”; costoro gli danno la propria alleanza in cambio di denaro per le loro famiglie. Webb manda via moglie e figli dal cognato John St. Jacques, il fratello di Marie che vive ai Caraibi, per la loro sicurezza; lui invece lavora con un vecchio amico, l’agente della CIA Alexander Conklin, e in modo più limitato con la CIA stessa, per trovare ed uccidere Carlos prima che accada il contrario.
Però ai Caraibi la famiglia St. Jacques ha numerose complicazioni; arriva un turista, che si fa passare per un “Eroe di Guerra”, ma in realtà è un “vecchio di Parigi”; Carlos lo ha incaricato di uccidere Marie e i bambini e scrivere sul muro la frase “Jason Bourne, fratello dello Sciacallo” per attirare Bourne/Webb e colpirlo psicologicamente; a complicare la situazione c’è un altro arrivo, l’ex giudice Brendan P. Prefontaine. Carlos teme che rovinerà il piano di uccidere i St. Jacques, quindi corrompe una infermiera per toglierlo di mezzo; tuttavia l’Eroe di Guerra scopre che terminato l’incarico Carlos si sbarazzerà anche di lui, così cambia lato della barricata; spara all’infermiera, salvando così Prefontaine. Webb torna ai Caraibi, mentre Carlos stesso arriva e si prepara ad ucciderlo. Per raggiungere questo scopo Carlos uccide tre guardie di sicurezza, il governatore, il “vecchio di Parigi” che gli si era rivoltato contro (mettendogli addosso esplosivi), picchia gravemente un cameriere, e spara a Bourne ferendolo al collo; questo atto è la “firma” dello Sciacallo, a cui nessuno era mai sopravvissuto.
Invece Webb sopravvive, poi continua la sua indagine e si fa passare per un membro importante di Medusa: non si tratta però della vecchia squadra di cui faceva parte in Vietnam, bensì di una nuova versione tramutatasi in una forza economica molto potente ed influente; essa controlla il capo della NATO, figure chiave del Dipartimento della Difesa, parte di Cosa Nostra in America e Sicilia, e perfino grosse società quotate a Wall Street; comunque, dopo che vari uomini di Medusa che stava interrogando vengono uccisi, si rende conto che Medusa e lo Sciacallo non sono in combutta; chi lo voleva morto è stato assunto da Medusa, non Carlos. Webb decide di operare sotto copertura e cerca l’aiuto di Jacqueline Lavier, che acconsente; ma la donna è in realtà Dominique Lavier, sorella di Jacqueline e complice di Carlos; segnala a Carlos con una telefonata in quale hotel Bourne alloggia, ma Bourne la sorprende e sceglie di tendere una trappola per lo Sciacallo; però la trappola verrà disturbata da Marie quando lo vede; lo Sciacallo intuisce il pericolo e scappa. Bourne organizza il trasferimento di cognato e figli in una casa sicura della CIA, ma la telefonata viene origliata da un cameriere che la riferisce a suo zio, il quale è stato comprato da Carlos per 300 sterline.
A questo punto, Jason va in Russia assieme alla moglie Marie, al suo amico Alex Conklin e il suo dottore Mo Panov, per incontrare una vecchia conoscenza di Conklin, un amico di vecchia data che li aiuterà più volte.
Al primo incontro, Carlos irrompe nel ristorante dove sono e spruzza vernice sul muro, scrivendo l’indirizzo dove è stato nascosto il figlio di Jason; questi chiama la CIA per far spostare i bambini; Alex e Jason capiscono che Carlos deve avere un contatto nel KGB, qualcuno molto in alto; il loro contatto scopre 13 possibili nomi, e li tiene d’occhio; il traditore si espone quando va ad incontrare Carlos in una chiesa, assieme a Ogilvie, un americano che fa parte di Medusa; Ogilvie viene incastrato da agenti del KGB e fotografato con lo Sciacallo; in seguito, Carlos uccide due degli agenti che seguivano il traditore e li mostra a quest’ultimo per convincerlo, poi uccide anche lui. Dopo si incontra con un gruppo di russi traditori, che però lo disconoscono e si rifiutano di aiutarlo; Carlos li uccide tutti con un fucile Type 56 (variante cinese del modello AK-47 russo); nonostante ciò una donna sopravvive a malapena, e identifica Carlos alla polizia, che avverte Alex Conklin.
Lo Sciacallo si reca all’hotel dove Webb alloggia e qui comincia un inseguimento; Carlos riesce a scappare verso un’armeria, rifornirsi di armi e dirigersi a Novgorod, per piazzare bombe nell’edificio. Ma Bourne è lì e i due si scontrano; quando Carlos scappa Bourne lo ferisce con una granata; uno degli addetti all’impianto (c’è una diga che controlla il flusso di un fiume) chiude le porte che fanno defluire l’acqua, alzando il livello e affogando Carlos.
Bourne ritorna ai Caraibi con gli altri, dove vengono raggiunti dal loro contatto russo; finalmente David Webb accetta che è ora anche per Jason Bourne di morire.